# Il diavolo al Pontelungo
Il diavolo al Pontelungo è un romanzo storico di Riccardo Bacchelli, pubblicato nel 1927 e rielaborato numerose volte dall'autore fino a giungere all'edizione definitiva del 1957.

## Titolo
Il titolo viene spiegato nel "Preludio" pubblicato una prima volta come opera autonoma sulla rivista La Fiera Letteraria del 6 marzo 1927: un prete incontra il Diavolo, che si era travestito per non farsi riconoscere, e ne intuisce la vera identità e il proposito di danneggiare le campagne e i raccolti. Suona le campane, per allertare i contadini, e riesce a farlo fuggire.
In effetti però nel romanzo anche Bakunin è un moderno "diavolo al Pontelungo". Infatti Bacchelli attribuisce queste parole al suo personaggio:
(Michele Bakunin in Il diavolo al Pontelungo, parte II Bologna, cap. III Il diavolo al Pontelungo)

## Trama
Il romanzo narra con ironia del fallito tentativo da parte dei rivoluzionari Michail Bakunin e Carlo Cafiero di realizzare un'insurrezione anarchica a Bologna nel 1874.
Il rivoluzionario anarchico russo Michail Bakunin, dipinto dall'autore come un utopista estroverso e pittoresco, giunge da esule a Locarno in Svizzera, assistito economicamente dal rivoluzionario italiano Carlo Cafiero. I due anarchici acquistano una tenuta agricola, La Baronata per far credere alle autorità il loro ritiro dall'attività rivoluzionaria e, nello stesso tempo, autofinanziare la rivoluzione e accogliere gli esuli politici in Svizzera. L'impresa fallisce dal punto di vista economico, soprattutto per la generosità e la mancanza di senso pratico di Bakunin, per cui la Baronata viene messa in vendita e Bakunin decide di partire per Bologna dove alcuni rivoluzionari, tra i quali Anna Kuliscioff e Andrea Costa, stanno preparando un'insurrezione anarchico-socialista. 
Il tentativo insurrezionale, preparato però con dilettantismo, fallisce, e Costa e gli altri cospiratori vengono arrestati dai Carabinieri. Bakunin invece riesce a scappare travestendosi da prete, e a ritornare al sicuro a Zurigo.
Nel capitolo finale ("Epilogo dell'esperienza") il prete del "Preludio" si rivolge ai fedeli, commentando il fallimento dell'impresa, concludendo che non c'è nulla di nuovo nella storia ("E nulla sarà che non sia già stato").

## Un giudizio di Gramsci
Antonio Gramsci lesse la prima edizione del romanzo, nel 1927, quando era detenuto nel carcere di Milano in attesa del processo che lo condannò a 20 anni di reclusione. Dopo aver ricordato che Bacchelli apparteneva alla corrente letteraria della Ronda, la quale esaltava in Giacomo Leopardi il più grande scrittore italiano e la sua prosa quale migliore modello per la letteratura moderna, Gramsci osservò che « dal romanzo non si capisce bene in che cosa il Bacchelli innovi la letteratura italiana moderna [...] non appare in esso l'armonia delle parti e la completa fusione tra la forma espressiva e la concezione che sono proprie del Leopardi ».

## Edizioni
- Riccardo Bacchelli, Il diavolo al Pontelungo: romanzo storico, due voll., Milano: Ceschina, 1927, 291 + 323 p.
- Riccardo Bacchelli, Il diavolo al Pontelungo: romanzo storico, II ed, Milano: Ceschina, 1929, 534 p.
- Riccardo Bacchelli, Il diavolo al Pontelungo: romanzo storico, III edizione riveduta dall'Autore, Milano: Ceschina, 1939, 520 p.
- Riccardo Bacchelli, Il diavolo al Pontelungo: romanzo storico, edizione definitiva, Milano: Ceschina, 1944
- Riccardo Bacchelli, Il diavolo al Pontelungo: romanzo storico, V edizione, Milano: Rizzoli, 1951, 377 p.
- Riccardo Bacchelli, Il diavolo al Pontelungo: romanzo storico, Coll. Narratori italiani n. 42, Milano: A. Mondadori, 1957, 390 p.
- Riccardo Bacchelli, Il diavolo al Pontelungo: romanzo storico; con una cronologia della vita dell'Autore e dei suoi tempi, una introduzione e una bibliografia a cura di Edmondo Aroldi, Coll. Oscar n. 24, Milano: Mondadori, 1972.

## Film per la televisione
Nel 1982 dal romanzo di Bacchelli venne tratta la sceneggiatura (di Riccardo Aragno con dialoghi a cura di Tullio Pinelli) per una miniserie televisiva in quattro puntate, dal titolo omonimo, per la regia di Pino Passalacqua. Nel film Bakunin è interpretato da Paolo Bonacelli, Carlo Cafiero da Flavio Bucci. Altri interpreti: Rolanda Benac, Nando Gazzolo, Micaela Pignatelli, Franco Graziosi, Mariolina Bovo, Giampiero Albertini, Massimo Ghini.